# Callithrix emiliae
Mico emiliae · Ouistiti du Rondônia
Espèce
Synonymes
- Callithrix emiliae

Statut de conservation UICN

 LC  : Préoccupation mineure
Statut CITES
Le Ouistiti du Rondônia (Mico emiliae ou Callithrix  emiliae) est une espèce de primate de la famille des Callitrichidae.

## Autres noms
Snethlage’s marmoset, Emilia’s marmoset. Chuim (Brésil).

## Distribution
Centre-nord du Brésil, dans le nord du Pará. Dans une zone comprise entre le rio Curuá à l’ouest et le rio Irirí à l’est. Au sud-ouest jusqu’à la rive droite du rio Teles Pires, au moins jusqu’à la Serra do Cachimbo.

## Habitat
Cerrado.

## Description
Petite espèce lourde et robuste. Dessus variant du fauve argenté devant au fauve marron postérieurement. Dessus crème sombre. Pas de raie à la hanche. Queue noire non annelée. Joues et front blanchâtres. Couronne marron sombre, noire à son sommet et avec une petite tache blanche dans la région occipitale. Face nue rosâtre à fauve clair. Oreilles à peine visibles, quasiment nues à l’exception de rares poils noirâtres.

## Mensurations
Corps 21 cm. Queue 33 cm. Poids 410 g.

## Locomotion
Quadrupède.

## Comportements basiques
Diurne. Arboricole.

## Alimentation
Frugivore-gommivore-insectivore.

## Conservation
Réserve du Rio Cristalino (nord du Mato Grosso, région d’Alta Floresta), au Brésil.